# 小扎拉尼夫
49°27′5″N 24°33′17″E / 49.45139°N 24.55472°E
小扎拉尼夫（烏克蘭語：Малий Заланів），是烏克蘭西部的村莊，隸屬伊萬諾-弗蘭科夫斯克州的伊萬諾-弗蘭科夫斯克區。該村面積3.74平方公里，2001年人口146，人口密度每平方公里39人。